# 釵額蟲科
釵額蟲科（学名：Thamnocephalidae）是甲殼亞門鳃足纲無甲目之下的其中一個科，廣泛分布於澳洲西部及非洲南部。本科最初於1883年被Alpheus Spring Packard所描述，當時被描述為鳃足纲之下的一個亞科；1886年為Simon提升至科級。

## 分類
本科有六個屬，可分成兩個亞科：
釵額蟲亞科 Thamnocephalinae
- 釵額蟲屬 Thamnocephalus Packard, 1879
- Carinophallus Rogers, 2006

枝額蟲亞科 Branchinellinae
- Dendrocephalus Daday, 1908
- Phallocryptus Birabén, 1951
- Spiralifrons Dixon, 2010[4]
- 枝額蟲屬 Branchinella Sayce, 1903

## 外部連結
- 维基共享资源上的相關多媒體資源：釵額蟲科